# Dmytro Karjučenko
Dmytro Mykolajovyč Karjučenko (* 15. ledna 1980 Charkov, Sovětský svaz) je ukrajinský sportovní šermíř, který se specializuje na šerm kordem. Ukrajinu reprezentuje od devadesátých let. V roce 2004, 2012 a 2016 se účastnil olympijských her v soutěži jednotlivců a soutěži družstev. S ukrajinským družstvem kordistů získal v roce 2015 titul mistra světa a v roce 2001 titul mistra Evropy.